# El Oued (provincie)
El Oued is een provincie (wilaya) van Algerije. El Oued telt 647.548 inwoners (2008) op een oppervlakte van 54.473 km². De hoofdstad van de provincie is de gelijknamige stad El Oued. Andere belangrijke steden in de provincie zijn Djamaa, El M'Ghair en Guemar. 
De provincie is gelegen in het noordoosten van Algerije, tegen de grens van Tunesië aan. Een groot deel van de provincie wordt gevormd door de Grand Erg Oriental, een groot zandduinengebied behorend tot de Sahara. In het noorden van de provincie ligt een groot zoutmeer, Chott Melhrir.
De provincie telt 12 districten die zijn opgedeeld in 30 gemeenten.
Adrar ·
Aïn Defla ·
Aïn Témouchent ·
Algiers ·
Annaba ·
Batna ·
Béchar ·
Béjaïa ·
Biskra ·
Blida ·
Bordj Bou Arréridj ·
Bouira ·
Boumerdès ·
Chlef ·
Constantine ·
Djelfa ·
El Bayadh ·
El Oued ·
El Tarf ·
Ghardaïa ·
Guelma ·
Illizi ·
Jijel ·
Khenchela ·
Laghouat ·
Médéa ·
Mila ·
Mostaganem ·
M'Sila ·
Mascara ·
Naama ·
Oran ·
Ouargla ·
Oum el-Bouaghi ·
Relizane ·
Saïda ·
Sétif ·
Sidi-bel-Abbès ·
Skikda ·
Souk Ahras ·
Tamanrasset ·
Tébessa ·
Tiaret ·
Tindouf ·
Tipaza ·
Tissemsilt ·
Tizi Ouzou ·
Tlemcen